# Горанско језеро
Горанско језеро је вјештачко језеро у граду Добој, Република Српска, БиХ. Налази се код насеља Липац, 7 км од Добоја. Језеро је смјештено у подножју планине Озрен налази се на око 190 метара надморске висине и окружено је боровом шумом. Површина језера износи око 20.000 м3 (0,50 хектара), а дубоко је у просјеку око 5,5 метара. Језеро се напаја водом из потока Јошава преко шљунчаног филтера, док се регулација нивоа воде врши преко испусног отвора, који се налази у подножју бране.

## Историја
Горанско језеро је вјештачка акумулација која је настала изградњом бране на потоку Јошава. Брана је направљена у вријеме СФРЈ акцијашким радом чланова покрета Горана (покрет за пошумљавање), мјештана из насеља Липац, Јошава и Југословенске народне армије 1971. године 20. вијека. Назив је добило по Горанима који су учествовали у радним акцијама пошумљавања.
Горанско језеро у почетку није постало атрактивно колико се очекивало, а разлог је што се у њему налазило доста муља, што је воду чинило непривлачном за купаче. Тек након рата у Босни и Херцеговини Горанско језеро је уређено тако што му је дно бетонирано, плажа посута стиним песком, а около изграђене скакаонице и мањи угоститељски објекти.

## Туризам
Ово подручје располаже свом потребном туристичком инфраструктуром: новим асфалтним путем Добој-Горанско језеро, водом и електричном енергијом. Језеро се користи у излетничке и туристичке намјене, а општина Добој је у непосредној близини језера направила паркиралиште, простор за излетничко роштиљање, простор за камповање поред језера, поучна стаза која води према излетишту Преслица, као и друге рекреативне активности.

### Насељена мјеста
Брезик, Високи цер, Гавранов вис, Гребић коса, Јазавац, Киперовићи, Јошавички вис, Чанак и Томићи.